# Amanat
Az Amanat, korábbi nevén Nur Otan (magyarul Haza Fénysugara Párt) Nurszultan Abisuli Nazarbajev kazah elnök 1999-ben megalapított pártja. Kazahsztáni politikai párt. Bár Nazarbajev már nem az ország elnöke, mégis megtartotta pártelnöki tisztségét.

## A párt elnökei
| Név                           | Hivatali idő kezdete | Hivatali idő vége |
| ----------------------------- | -------------------- | ----------------- |
| Nurszultan Abisuli Nazarbajev | 1999. március 1.     | 2022. január 28.  |
| Kaszim-Zsomart Tokajev        | 2022. január 28.     | 2022. április 26. |
| Erlan Koşanov                 | 2022. április 26.    | hivatalban        |

## Választási eredmények

A Nur Otan székháza Nur-Szultanban

| Választás éve | szavazatok száma | szavazatok aránya | mandátumok száma | parlamenti szerep |
| ------------- | ---------------- | ----------------- | ---------------- | ----------------- |
| 1999          | 1,622,895        | 30,9%             | 23 / 77          | kormánypárt       |
| 2004          | 5,621,436        | 60,6%             | 42 / 77          | kormánypárt       |
| 2007          | 5,247,720        | 88,4%             | 98 / 98          | kormánypárt       |
| 2012          | 5,621,436        | 80,99%            | 83 / 98          | kormánypárt       |
| 2016          | 6,183,757        | 82,2%             | 84 / 98          | kormánypárt       |
| 2021          | 5,148,074        | 71,09%            | 76 / 98          | kormánypárt       |